# Jogutódlás
A jogutódlás (latinul successio) egy jogi tény, amelynek lényege, hogy általánosságban vagy konkrét jogviszonyban valaki (a jogelőd) helyébe más (a jogutód) lép.
A jogelőd és a jogutód egymást feltételező jogi fogalmak. A jogutódlásról számos törvény és alsóbb szintű egyéb jogszabály rendelkezik Magyarországon. 
A jogutódlás államokra, természetes személyekre, illetve jogi személyekre (pl. vállalatokra) egyaránt vonatkozhat. Előfordul, hogy egyetlen jogelődnek több jogutódja van, illetve az is, hogy több jogelődnek egyetlen jogutódja.

## Fajtái
- szerződéses jogutódlás,
- jogutódlás jogszabály alapján,
- jogutódlás hatósági határozat alapján,
- jogutódlás bírósági ítélettel.

## Formái
A jogutódlás lehet általános vagy részleges, aszerint, hogy a jogutód a jogelőd összes jogaiba vagy csak azok egy részébe lép.

## Jellemzői
A jogutódlás által a jogosított és kötelezett személyében áll be változás. Ez a változás beállhat a jogelőd halála miatt, amikor is vagyoni természetű jogosítványai vagy a végrendelet értelmében vagy ennek hiányában a törvény alapján szállnak a jogutódra; a jogelőd életében a jogutódlás jogátruházás következtében állhat elő, ami ismét egy vagy kétoldalú jogügylettel, ingyenesen vagy ellenérték mellett történhet. Az ingyenes jogutód a jogelőd tartozásaiért is felel.
Mindenki csak annyi jogot ruházhat át, amennyi őt megillette.
Az ítélt dolog (res iudicata) csak illető peres felek s jogutódaik között alkot jogot, vagyis „jus facit inter partes”. (A Pallas nagy lexikona)

## Eltérés a névváltozáshoz képest
A jogutódlást meg kell különböztetni a névváltozástól, mert ennek során a változás alanyának jogi helyzete nem változik. (Senki nem lehet önmaga jogutódja.)

## Egy példa: a magyar védjegytörvényben
A magyar védjegytörvény 19. §-a szerint:
- A védjegyhez kapcsolódó és a védjegyoltalomból eredő jogok átszállhatnak és átruházhatók.[6]
- A jogi személy és a jogi személyiség nélküli gazdasági társaság jogutóda a védjegyet is megszerzi, kivéve, ha a felek eltérően rendelkeznek, vagy a körülményekből nyilvánvalóan más következik.[7]
- A védjegyoltalom szerződéssel átruházható. A védjegyoltalom az árujegyzék valamely részére vonatkozóan is átruházható.[8]
- A védjegyoltalom átruházására irányuló szerződés semmis, ha az átruházás a fogyasztók megtévesztését eredményezheti.[9]
- Ha a képviselő, illetve az ügynök – a jogosult engedélye nélkül – saját nevében védjegybejelentést tesz vagy saját nevében lajstromoztatja a védjegyet, a jogosult követelheti a védjegyoltalmi igény vagy a védjegyoltalom átruházását, kivéve, ha a képviselő vagy az ügynök igazolja, hogy az eljárása helyénvaló volt.[10]